# Casperia (erebídeos)
Casperia (Arctiidae) é um gênero de traça pertencente à família Arctiidae.